# جوزيف ليونارد
جوزيف ليونارد (بالإنجليزية: Joseph Leonard)‏ هو عسكري أمريكي، ولد في 28 أغسطس 1876 في كوهوس في الولايات المتحدة، وتوفي في 23 سبتمبر 1946 في يوونتفيل في الولايات المتحدة.